# “FANKS intelligence Days” at PIA ARENA MM
『“FANKS intelligence Days” at PIA ARENA MM』（ファンクス・インテリジェンス・デイズ・アット・ぴあ・アリーナ・エムエム）は、日本の音楽ユニットTM NETWORKが2022年12月28日にリリースした映像作品。

## 概要
2022年7月より約7年ぶりとなる有観客でのライヴツアー、そのファイナルとなる9月4日にぴあアリーナMMで行われたライヴ映像作品となっている。初回限定盤(MTRES-B2205)には通常盤Blu-ray(MTRES-B2206)に加え同ライヴ音源を収録した2枚組CD(MTRES-C2205/06)、「TIME TO COUNT DOWN」缶バッジ、オリジナルクリアファイル、スペシャルブックレット、セットリストTシャツ・ロンT・パーカーが購入（注文締切期限は2023年4月20日まで）できるカードが特典として付属する。
発売日のオリコンデイリーチャートで2位、週間チャートではミュージック部門で1位、総合で7位をそれぞれ獲得。

## メンバー
- 小室哲哉：シンセサイザー, キーボード, コーラス, プロデュース
- 宇都宮隆：ボーカル
- 木根尚登：コーラス, ステージピアノ(M3,4), アコースティック・ギター(M5,6,7,13,16,18), ハーモニカ(M6,7), ループペダル(M7), 12弦ギター(M8), エレクトリック・ギター(M9,10,12,14,17), シンセサイザー(M14)

## サポートメンバー
※ツアーファイナルとなる2022年9月3日、9月4日の「ぴあアリーナMM」公演のみの参加。なおそれ以前の今回の本ツアー公演にはサポートメンバーは不在。
- 阿部薫：ドラム
- 小野かほり：パーカッション

## Blu-ray
2022年9月4日にぴあアリーナMMで行われたライヴ映像。
収録曲・チャプター名
全編曲: 小室哲哉
1. 1.『Overture』
  - 作曲：小室哲哉
2. 2.『Please Heal The World』
  - 作詞・作曲：小室哲哉

※今ツアーのオープニングテーマソングとして、ライヴに先立ち、先行でNFT限定リリースが試みられている新曲。ライヴアレンジヴァージョン。
3. 3.『あの夏を忘れない』
  - 作詞：坂元裕二　作曲：小室哲哉

※原曲版と「motion picture mix」との一部アレンジが加わったヴァージョンとなっている。
4. 4.『Be Together』
  - 作詞：小室みつ子　作曲：小室哲哉

※『KISS JAPAN DANCING DYNA-MIX TM NETWORK ARENA TOUR』基調のアレンジヴァージョンとなっている。シンセリフは、前作のライヴ（無観客配信ライヴ How Do You Crash It?）版でのアレンジを基調としたEDMニューアレンジであり、ライブの盛り上がりを演出している。

　『inter』
1. 5.『8月の長い夜』
  - 作詞：三浦徳子　作曲：小室哲哉

※イントロ部分がアコースティック・ギターのアレンジヴァージョンとなっている。
2. 6.『We Are Starting Over』
  - 作詞：小室みつ子　作曲：木根尚登

原曲を基調としたアレンジだが、「2サビ後木根のギターソロ→ハーモニカソロ→小室のシンセソロ→サビの後半を再度歌唱→アウトロ」という構成になっている。
3. 7.『KINE Solo (featuring Love Train)』
  - 作曲：小室哲哉・木根尚登

※木根のソロパートだが、一部「Love Train」のフレーズがあるので小室との共同作曲名義となっている。アコギで「Love Train」のフレーズを、ルーパーリアルタイム多重録音しながらブルースに仕立てて行く。ハーモニカが哀愁を誘い、パーカッションとのコラボも心地良いアレンジ。
4. 8.『BEYOND THE TIME』
  - 作詞：小室みつ子　作曲：小室哲哉
5. 9.『KISS YOU』
  - 作詞：小室みつ子　作曲：小室哲哉

※後の2023年にリリースされたアルバム「DEVOTION」に収録の「"TK Remix"」ヴァージョン。
6. 10.『How Crash?』
  - 作詞・作曲：小室哲哉

※前作のライヴ版ではイントロがドラムのフィルインからすぐ歌い出しであったが、今作は『How Crash?-Studio Recording Ver.-』と同じ仕様になっている。
7. 11.『TK Solo (End Theme Of How Do You Crash It?)』
  - 作曲：小室哲哉

※小室のソロパート。前半は、アナログシンセの攻撃的な音による、クラシック曲「ペール・ギュント」のメロディ。2分5秒から5分50秒辺りまでが、後の2023年にリリースされたアルバム「DEVOTION」に収録の、メロディアスなインスト曲『End Theme Of How Do You Crash It?』となっている。さらに、「GIVE YOU A BEAT」のサンプリングをリフレインしたシンセプレイに繋がる。
8. 12.『Get Wild』
  - 作詞：小室みつ子　作曲：小室哲哉

※イントロ部分では、Pioneer RMX-500を使用したDJプレイから始まる。アウトロー部分では、前作のライヴ（無観客配信ライヴ How Do You Crash It?）版基調のシンセビートと、木根のエレキギターが絶妙にマッチした、新たなライヴアレンジヴァージョンとなっている。
9. 13.『We love the EARTH』
  - 作詞・作曲：小室哲哉

※前作のライヴ（無観客配信ライヴ How Do You Crash It?）版に殆ど近い、マイナー調基調とした大胆なアレンジヴァージョンとなっている。後の2023年にリリースされたアルバム「DEVOTION」に収録の「"TK Remix"」ヴァージョン。

　『inter』
1. 14.『Self Control』
  - 作詞：小室みつ子　作曲：小室哲哉

※「Self Control 2014」を基調としつつ、攻撃的なシンセビートが特徴的なイントロ部分が新たにアレンジされたヴァージョンとなっている。
2. 15.『Dystopia』
  - 作曲：小室哲哉
3. 16.『TIME TO COUNT DOWN』
  - 作詞：小室みつ子　作曲：小室哲哉

※新たなライヴアレンジヴァージョンとなっており、後の2023年にリリースされたアルバム「DEVOTION」に収録の「"TK Remix"」ヴァージョン。
4. 17.『I am』
  - 作詞・作曲：小室哲哉

※「I am 2013」を基調としたヴァージョンとなっている。ショルダーキーボード、「YAMAHA Tetsuya's Mind Control」によるプレイも復活した新たなアレンジ。
5. 18.『Fool On The Planet』
  - 作詞：小室みつ子　作曲：木根尚登
6. 19.『Intelligence Days』
  - 作曲：小室哲哉

※本ツアーライヴのエンディング曲となっており、後の2023年にリリースされたアルバム「DEVOTION」に収録。

## LIVE CD
※初回限定盤にのみ付属
Disc 1はオープニングからHow Crash?までのBlu-ray前半部分、Disc 2はTK SoloからエンディングまでのBlu-ray後半部分の音源となっている。
| 全編曲: 小室哲哉。 |                                       |            |                    |       |
| #                  | タイトル                              | 作詞       | 作曲               | 時間  |
| 1.                 | 「Overture ～ Please Heal The World」 | 小室哲哉   | 小室哲哉           | 8:37  |
| 2.                 | 「あの夏を忘れない」                  | 坂元裕二   | 小室哲哉           | 5:42  |
| 3.                 | 「Be Together」                       | 小室みつ子 | 小室哲哉           | 4:06  |
| 4.                 | 「8月の長い夜」                       | 三浦徳子   | 小室哲哉           | 6:18  |
| 5.                 | 「We Are Starting Over」              | 小室みつ子 | 木根尚登           | 5:35  |
| 6.                 | 「KINE Solo (featuring Love Train)」  |            | 小室哲哉・木根尚登 | 4:46  |
| 7.                 | 「BEYOND THE TIME」                   | 小室みつ子 | 小室哲哉           | 5:52  |
| 8.                 | 「KISS YOU」                          | 小室みつ子 | 小室哲哉           | 4:59  |
| 9.                 | 「How Crash?」                        | 小室哲哉   | 小室哲哉           | 5:06  |
| 合計時間:          | 合計時間:                             | 合計時間:  | 合計時間:          | 51:01 |

| 全編曲: 小室哲哉。 |                                                 |            |           |       |
| #                  | タイトル                                        | 作詞       | 作曲      | 時間  |
| 1.                 | 「TK Solo (End Theme Of How Do You Crash It?)」 |            | 小室哲哉  | 11:22 |
| 2.                 | 「Get Wild」                                    | 小室みつ子 | 小室哲哉  | 7:08  |
| 3.                 | 「We love the EARTH」                           | 小室哲哉   | 小室哲哉  | 7:02  |
| 4.                 | 「Self Control」                                | 小室みつ子 | 小室哲哉  | 10:26 |
| 5.                 | 「Dystopia」                                    |            | 小室哲哉  | 1:36  |
| 6.                 | 「TIME TO COUNT DOWN」                          | 小室みつ子 | 小室哲哉  | 6:07  |
| 7.                 | 「I am」                                        | 小室哲哉   | 小室哲哉  | 7:41  |
| 8.                 | 「Fool On The Planet」                          | 小室みつ子 | 木根尚登  | 6:13  |
| 9.                 | 「Intelligence Days」                           |            | 小室哲哉  | 3:15  |
| 合計時間:          | 合計時間:                                       | 合計時間:  | 合計時間: | 60:50 |